# Psychotria nodiflora
Psychotria nodiflora är en måreväxtart som beskrevs av O.Lachenaud och D.J.Harris. Psychotria nodiflora ingår i släktet Psychotria och familjen måreväxter. Inga underarter finns listade i Catalogue of Life.